# Buhuși
Buhuși es una ciudad de Rumania situada en el distrito de Bacău. Según el censo de 2011, tiene una población de 14 562 habitantes.
La ciudad ha sufrido diversos cambios de nombre. De hecho, se la cita en un documento de 1438 con el nombre de Bodești y se la ha llamado sucesivamente Bodeștii lui Buhuș, Bodeștii Buhușoaiei, Buhuș, todos nombres derivados del de la familia de boyardos Buhuș, señores de la región.

## Geografía
Está ubicada a una altitud de 235 metros sobre el nivel del mar, a unos 324 km por carretera de la capital, Bucarest.

## Demografía
| 1948 | 1956   | 1966   | 1977   | 1992   | 2002   | 2011   |
| 8198 | 12 382 | 15 341 | 20 148 | 21 621 | 18 746 | 14 562 |